# 塞斯納彗星
塞斯納彗星（英文:Cessna Comet）是1917年由美國克萊德·塞斯納設計和製造的早期飛機。它是一種常規配置的鋼絲支撐單翼飛機，具有半封閉式機艙，除飛行員外，還可容納一名乘客。1917年7月5日，塞斯納用它創造了從俄克拉荷馬州布萊克威爾飛往堪薩斯州威奇託的124.6英里/小時（200.5公里/小時）的全美空速記錄和76英里（122公里）的全美距離記錄。

## 規格[1][3]
- 機組人員:一名飛行員
- 乘載:一名乘客
- 動力裝置：一台Anzani發動機，60馬力（45千瓦）

## 外部連結
- . 172guide.com.   [2009-03-01]. （原始内容存档于2008-12-27）.